# Circuito callejero del EUR
El Circuito callejero del EUR es un circuito urbano de carreras ubicado en Roma, Italia. Fue anunciado en octubre de 2017 y es sede del e-Prix de Roma de Fórmula E.
El trazado se ubica en los alrededores del EUR, distrito que albergo la exposición universal de Roma.

## Historia
La pista original estaba compuesta por 19 curvas para un total de 3.380 metros, La salida se colocó en la Via Umbero Tupini y la línea de meta en la zona de la piazza John F. Kennedy, y el circuito pasaba por el Palazzo della Civiltà del Lavoro y el Palazzo dei Congressi.
Para 2021, se creó un trazado nuevo y más largo para el circuito, que tiene 3.385 km de longitud y 19 curvas. Este diseño proporciona rectas más largas y rápidas para mejorar las oportunidades de adelantamiento.

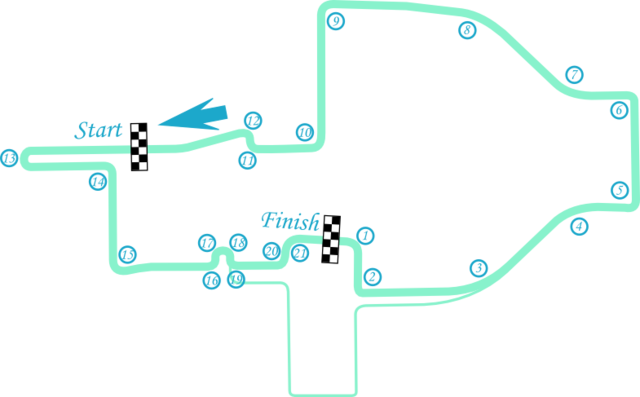
Trazado anterior (2018-2019)

## Ganadores

### Jaguar I-Pace e-Trophy
| Año     | Piloto     | Escudería            | Fecha      |
| ------- | ---------- | -------------------- | ---------- |
| 2018-19 | Cacá Bueno | Jaguar Brazil Racing | 11 de mayo |